# إيفان فيليلا
إيفان فيليلا (بالبرتغالية: Ivan Vilela) هو ملحن وعازف قيثارة برازيلي، ولد في 28 أغسطس 1962 في Itajubá ‏ في البرازيل.

## وصلات خارجية
- إيفان فيليلا على موقع ميوزك برينز (الإنجليزية)
- إيفان فيليلا على موقع أول ميوزيك (الإنجليزية)